# Kahlrückige Waldameise

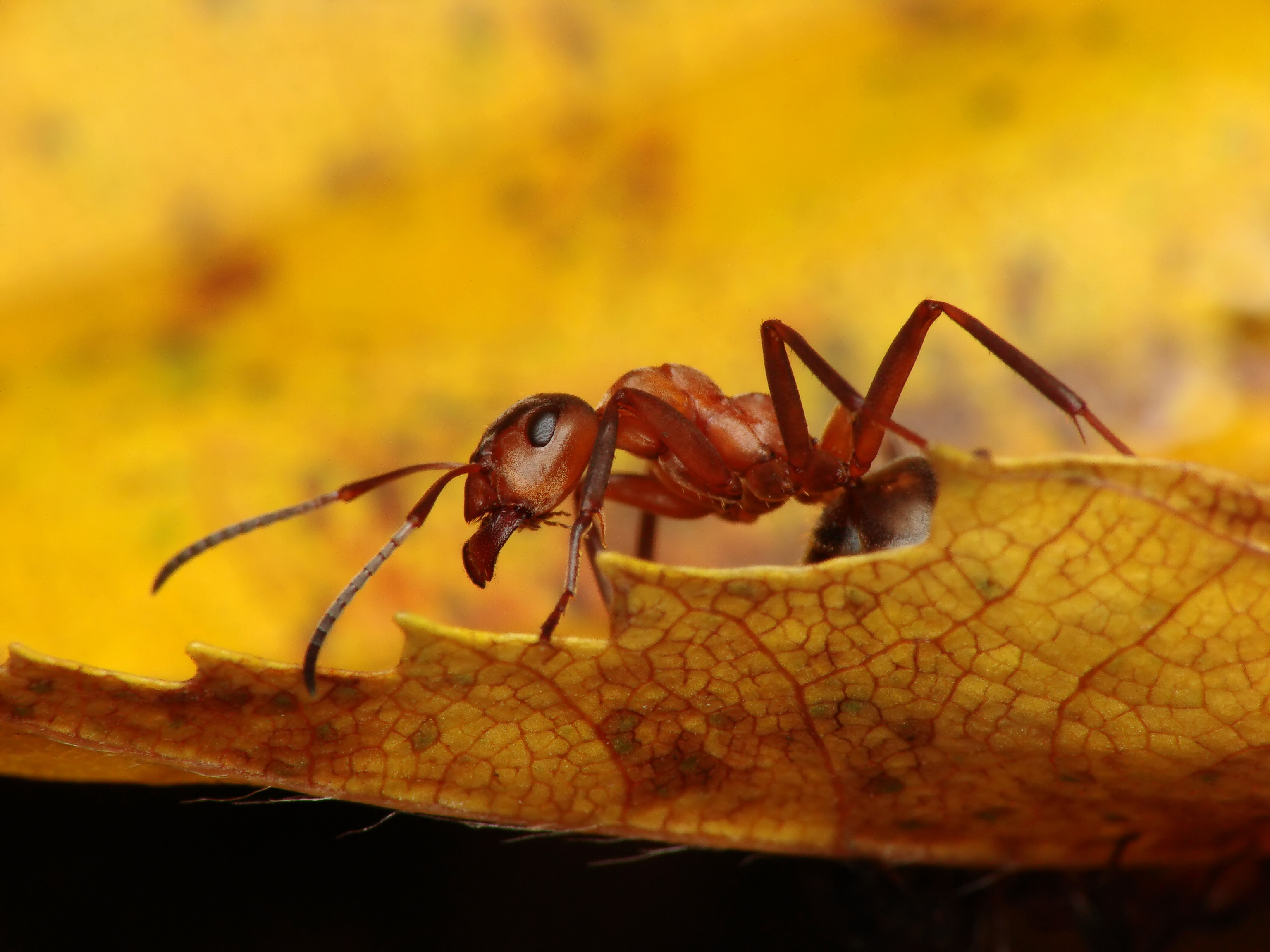
Formica polyctena

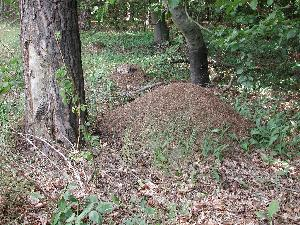
Nesthügel von Waldameisen

Die Kahlrückige Waldameise (Formica polyctena) gehört zur Gattung der Waldameisen (Formica), in der Unterfamilie der Schuppenameisen (Formicinae). Sie wird auch als Kleine Rote Waldameise bezeichnet.

## Merkmale
Kopf, Mesosoma und Stielchenglied sind überwiegend rot gefärbt. Die Gaster und die Oberseite des Kopfes sind schwarz. Wangen und Kopfschild sind schwarzbraun, wie auch die Beine, die nur an den Gelenken eine rötliche Färbung aufweisen. Die zwei schwarzen Flecken auf Pronotum und Mesonotum sind unscharf umgrenzt und oft undeutlich erkennbar.
Diese Waldameise ist am Kopf und am Rücken nur wenig behaart, anders als die Rote Waldameise (Formica rufa), mit der sie sehr leicht zu verwechseln ist. So ist sie am Pronotum oft völlig unbehaart oder trägt höchstens 15 Borsten. An der Kopfunterseite hat sie höchstens sieben kurze Haare und ihr Stielchenglied weist nur einzelne abstehende Haare auf.
Während die Königinnen und Männchen eine Körperlänge von neun bis elf Millimeter erreichen können, beträgt die Körperlänge bei den Arbeiterinnen vier bis 8,5 Millimeter. Die Geschlechtstiere schwärmen zwischen Ende April und Juni.

## Verbreitung und Lebensraum
Die Kahlrückige Waldameise besiedelt Laubwaldungen und Nadelwälder aller Art und lebt auch in reinen Fichtenwäldern; An sonnigen Waldrändern erscheint sie zahlreich, dringt aber im Gegensatz zur Roten Waldameise (Formica rufa) auch tiefer in den Waldbestand ein. Der Verbreitungsraum reicht von Iberien bis zum Baikalsee. In Europa erstreckt sich das Areal von 42 Grad bis etwa 61 Grad nördlicher Breite. In Gebirgen kommt sie in Höhen bis zu 1.000 Metern vor.
Im Waldgebiet von Rudolfshagen, heute Naturschutzgebiet, einem ca. 75 ha großes Waldstück in Nordhessen zwischen Höringhausen und Ober-Waroldern, besteht eine der größten Kolonien der Kleinen Roten Waldameise in Mitteleuropa. Bei der wohl letzten Zählung 1977, aufgrund dessen das NSG eingerichtet wurde, wurden 251 lebende und 96 tote Hügel gezählt. Der größte Hügel war 2,4 m hoch und hatte einen Umfang von 16,5 m.

## Lebensweise
Fast alle Nester sind polygyn. Nester, in denen nur wenige oder eine Königin leben, sind sehr selten. Im Frühjahr schwärmen die Ameisen. Nach der Begattung, die unmittelbar auf das Schwärmen folgt, stehen die Jungköniginnen vor zwei Optionen: Sie können in ein Nest der eigenen Art gehen oder eine neue Kolonie gründen, indem sie in ein Nest der Grauschwarzen Sklavenameise (Formica fusca) eindringen, die Formica-fusca-Königinnen töten und selbst Eier legen. Wenn eine Kolonie zu groß geworden ist, bilden sich "Ablegernester". Diese bleiben noch für einige Jahre mit dem "Mutternest" verbunden.

### Ernährung
Die Nahrung von Formica polyctena besteht überwiegend aus Honigtau und Insekten, auch andere süße Säfte (z. B. Nektar oder Baumsäfte) und Pflanzensamen (Elaiosomen) werden genommen.

### Nestbau
Der Ameisenhügel wird um einen alten Baumstumpf gebaut, doch die Nestbasis liegt unter der Erde. Baumaterialien sind Nadeln und kleine Zweige. Der Nadelhaufen stellt einen Wärmespeicher für die Ameisen dar. Das Nest kann einen Umfang bis zu drei Meter erreichen.

## Gefährdung und Schutz
Die Kahlrückigen Waldameisen und ihre Nester sind in Deutschland nach der Bundesartenschutzverordnung besonders geschützt. Diese Art gilt laut Roter Liste von Deutschland als ungefährdet.